# Хасан ибн Табит
Хасан ибн Табит (арап. حسان بن ثابت; рођен. 563, преминуо у Медини 674.) био је арапски песник и Схаба, или пријатељ пророка Мухамеда, стога је био најпознатији по својим песмама у одбрани исламског пророка Мухамеда.
Рођен је у граду Јахтрибу (Медина) и био је припадник племена Бану Хазрџ. Био је поклоњен Сирину код кога је живео и усавршавао се. Након Мухамедове смрти, Хасан је требало да путује источно до Кине, проповедајући ислам заједно личностима као што су Са`д ибн Аби Вакас, Табит ибн Кајс и Увајс ел Карни.
Његови текстови у одбрани Мухамеда садрже упућивање на савремене догађаје који су били корисни у документовању овог периода. Био је и први верски песник ислама, користећи многе фразе из Курана у својим стиховима. Рад Хасана Ибн Табита је био инструмент у ширењу поруке Мухамеда, пошто је поезија била важан део арапске културе. Рад и речи Хасана Ибн Табита и даље се сматрају најлепшима у похвалама Мухамеда.
Мухамед је био толико задовољан са Хасаном Ибн Табитом да је наредио да успостави и изгради за њега мимбер-говорницу да би могао да стане пред њега када му буде читао своју поезију. Мухамед се молио за њега говорећи да ће га Анђео Гаврило подржати докле год брани Алаха и његовог пророка. За Мухамеда се такође зна да му је поклонио хришћанску робињу Сирин, коју је добио као поклон од египатског краља.
Он је такође изворни писац чувеног нашееда "Ас субху бада мин тала'атихи".
Он је најранији познати човек који спомиње догађаје са Хумовог језера, где спомиње да је Мухамед поставио Алија као за свог наследника.

## Биографија
Према исламској традицији, Хасан је живео 120 година, шездесет година пре него што је прешао у Ислам, а затим још шездесет. У младости је путовао у Ал Хиру и Дамаск, а онда се преселио у Медину, где је након доласка Мохамеда прихватио ислам и написао песме у његову одбрану.